# Rainbow (film 2022)
Rainbow è un film del 2022 diretto da Paco León.

## Trama
Una ragazza anticonformista parte per un viaggio insieme ad una strana combriccola alla ricerca di sua madre e cercando di evitare una perfida donna.

## Distribuzione
Il film è stato distribuito sulla piattaforma Netflix a partire dal 30 settembre 2022.